# 笹木信作
笹木信作（1966年—），日本男性動畫師、演出家。日本動畫師·演出協會理事。

## 人物簡介
三重縣出生。大阪藝術大學映像學科畢業之後。1990年進入吉卜力工作室任職。1997年上映的《魔法公主》強調讓背景的村民及路人動起來是笹木在執行原畫的特徵。
2011年，完成SHAFT原創電視動畫《魔法少女小圓》第10話的分鏡作業之後，由他一人完成電影動畫《劇場版 魔法少女小圓 ［新篇］叛逆的物語》的分鏡及動作場面等多達2300張的分鏡表。其次是吉卜力工作室的電影動畫《輝耀姬物語》，繪製出的分鏡表有1676張。
2011年2月27日起就任日本動畫師·演出協會理事。

## 主要參加作品

### 電視動畫
1995年
- 新世紀福音戰士（原畫）

1998年
- 危險調查員（助理導演、分鏡、演出、原畫）

2000年
- 機巧奇傳希約戰記（分鏡）

2001年
- 地球少女Arjuna（分鏡）
- ANGELIC LAYER 天使領域（分鏡、演出）
- 最終幻想：無限（分鏡）

2002年
- 帝皇戰紀（分鏡、演出、作畫監督協力／共同、原畫）

2003年
- 廢棄公主（分鏡）
- 惑星奇航（分鏡）

2004年
- 絢爛舞踏祭（分鏡、演出、原畫）
- KURAU Phantom Memory（日语：KURAU Phantom Memory）（演出）
- Keroro軍曹（分鏡）

2005年
- 烘焙王（分鏡）

2006年
- Project BLUE 地球SOS（日语：Project BLUE 地球SOS）（分鏡）
- 西方善魔女（分鏡）
- 歡迎加入N·H·K！（分鏡、演出）
- 少年陰陽師（分鏡）
- 死亡筆記本（分鏡）
- 結界師（分鏡）

2007年
- 大江戶火箭（分鏡）
- CLAYMORE（分鏡）
- 地球防衛少年（分鏡）
- 精靈守護者（分鏡）
- 電腦線圈（分鏡）
- 棋靈少女（分鏡）

2008年
- 女神異聞錄 ～三位一體之魂～（分鏡）
- 二十面相少女（分鏡）
- 奇奇的異想世界（分鏡）
- 世界毀滅 毀滅世界的六人（分鏡）
- 黑塚 KUROZUKA（分鏡）
- ONE OUTS（分鏡）

2009年
- 鐵腕女警 DECODE:02（日语：鉄腕バーディー DECODE）（分鏡）
- 東之伊甸（分鏡）
- 07-GHOST（分鏡）
- 東京地震8.0（分鏡）
- 穿越宇宙的少女（分鏡）
- 鋼之鍊金術師 FULLMETAL ALCHEMIST（分鏡）
- 動物偵探奇魯米（分鏡／共同）

2010年
- 少年犯之七人（分鏡）
- 閃光的夜襲（分鏡）
- SD鋼彈三國傳 Brave Battle Warriors（分鏡）

2011年
- 魔法少女小圓（分鏡）
- 電波女與青春男（分鏡）
- Sacred Seven（分鏡）
- 白兔玩偶（分鏡）[注 1]

2012年
- 偽物語（分鏡）
- 創聖機械天使EVOL（分鏡）

2013年
- 戀曲寫真（分鏡）
- 物語系列 第2季（分鏡）
- 鑽石王牌（分鏡）

2014年
- 前進吧！登山少女 Second Season（分鏡）
- 排球少年!!（分鏡）
- 大圖書館的牧羊人（分鏡）

2015年
- 幸腹塗鴉（分鏡）
- 死亡遊行（分鏡）
- 排球少年!! Second Season（分鏡）
- 潮與虎（分鏡）

2016年
- 舞武器·舞亂伎（分鏡）
- 3月的獅子（分鏡）
- 啟航吧！編舟計畫（ED分鏡&演出）
- 排球少年!! 烏野高校 VS 白鳥澤學園高校（分鏡）

2017年
- 騎士&魔法（分鏡）
- THE REFLECTION（日语：THE REFLECTION）（分鏡）

2018年
- 甜心戰士 Universe（分鏡）

### 動畫電影
1991年
- 兒時的點點滴滴（動畫）

1992年
- 紅豬（動畫）

1993年
- 海潮之聲（動畫）

1994年
- 平成狸合戰（動畫）

1995年
- 心之谷（原畫）
- On Your Mark（原畫）

1997年
- 魔法公主（原畫）

2001年
- 大都會（原畫）

2002年
- 貓的報恩（協力）

2010年
- 劇場版 文學少女（分鏡／共同）

2011年
- 劇場版 戰國BASARA －The Last Party－（分鏡／共同）

2013年
- 劇場版 魔法少女小圓 ［新篇］叛逆的物語（分鏡）
- 輝耀姬物語（分鏡補佐／共同）

### OVA
2017年
- 斬首循環 藍色學者與戲言跟班（分鏡）

### 遊戲
2012年
- （分鏡）

## 著書
- 《輝耀姬物語 -吉卜力工作室分鏡全集 20-》，德間書店，2013年12月刊 ISBN 978-4-19-863711-8

## 腳註